# Crespos (Burgos)
Crespos es una localidad del municipio burgalés de Valle de Manzanedo, en la Comunidad Autónoma de Castilla y León (España). Destaca su iglesia de estilo románico de muy bella factura y emplazamiento.

## Localidades limítrofes
Confina con las siguientes localidades:
- Al noreste con Munilla.
- Al este con Arreba.
- Al sureste con Población de Arreba.
- Al sur con Báscones de Zamanzas.
- Al oeste con Campino.

## Demografía
Evolución de la población
| Gráfica de evolución demográfica de Crespos entre 2000 y 2017      |
|                                                                    |
| Población de derecho (2000-2017) según el padrón municipal del INE |

## Historia

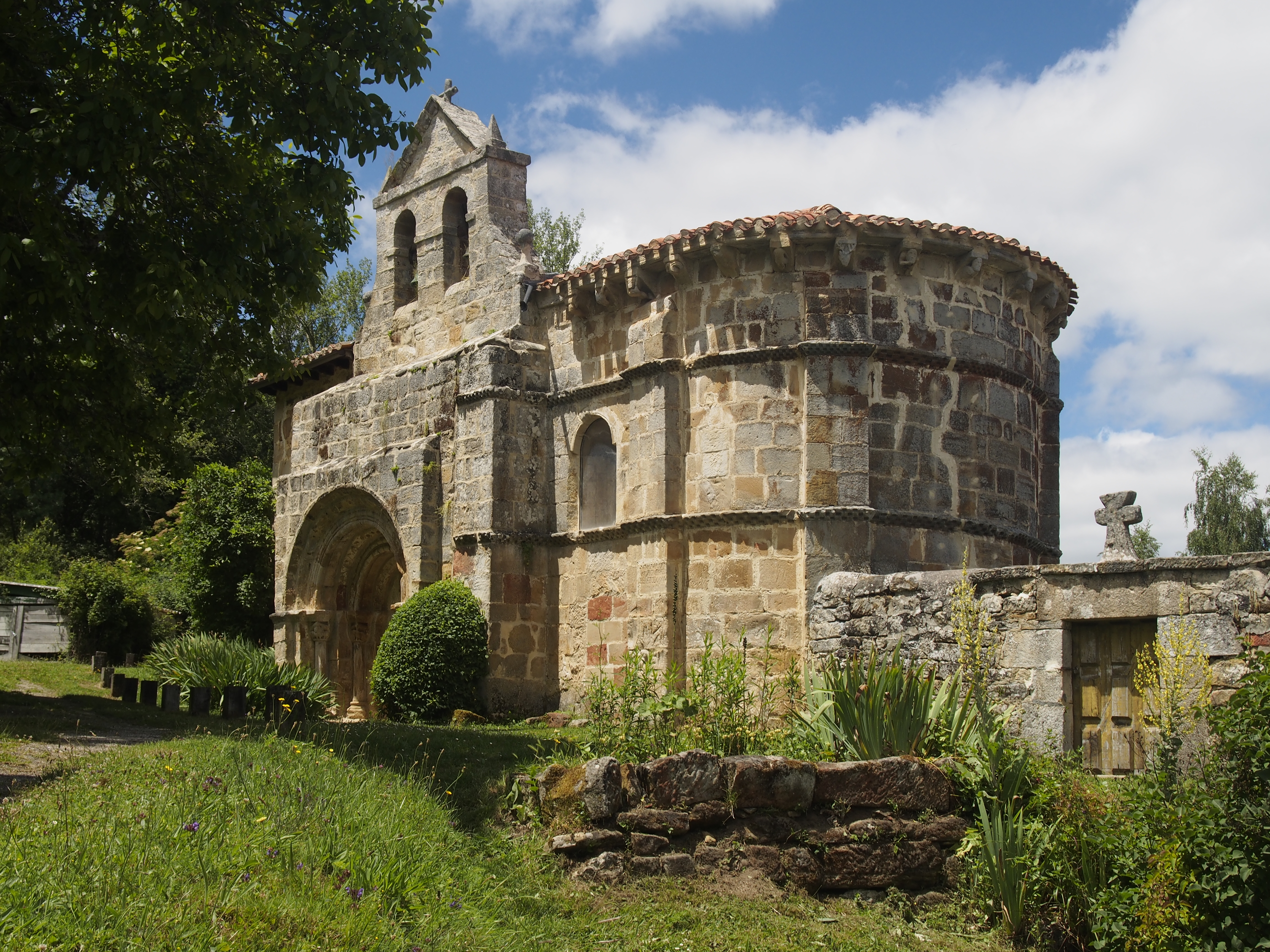
La iglesia románica de Crespos.

Así se describe a Crespos en el tomo VII del Diccionario geográfico-estadístico-histórico de España y sus posesiones de Ultramar, obra impulsada por Pascual Madoz a mediados del siglo XIX:

Lugar en la provincia, audiencia territorial y capitanía general de Burgos (12 leguas), partido judicial de Sedano (2), y ayuntamiento del pueblo de la Hoz de Arreba (1); Situado en llano, con clima templado y sano, siendo el viento N el que con más frecuencia reina. Se compone de 14 casas y una iglesia parroquial (Nuestra Señora del Rosario), con sus correspondientes cura y sacristán; tiene un paseo con arbolado, titulado del Juego de bolos y algunas fuentes dentro de la población, cuyas aguas son excelentes. Confina el término N con Perex y Munilla; E Bricia y Villanueva; S Arreba y O Campino. El terreno es de segunda y tercera calidad, y le baña el arroyo que nace en el lugar de Barrio, de donde aquel toma el nombre; a la parte meridional hay también un pequeño monte poblado de hayas. Caminos: los de pueblo a pueblo. Correos: la correspondencia se recibe de Soncillo por los mismos interesados. Producciones: trigo, cebada, maíz y frutas de muchas clases; pero la principal cosecha es la del trigo; cría ganado lanar, cabrío y vacuno; este último es sin embargo el que se prefiere en el país. Industria: la agrícola únicamente. Población: 7 vecinos, 26 almas. Capital productivo: 48.420 reales. Imponible: 5.015. El presupuesto municipal con el de la Hoz de Arreba.
Diccionario geográfico-estadístico-histórico de España y sus posesiones de Ultramar